# دريد لحام
دريد لحّام (9 فبراير 1934 -)، ممثل كوميدي ودرامي سوري من مواليد حي الأمين في دمشق القديمة، عرف بالبداية بشخصية كارلوس عازف الجيتار المكسيكي الذي يغني بالإسبانية والعربية، إلا أنه اشتهر خاصة بشخصية «غوار الطوشة» الكوميدية، التي أدّاها في معظم أعماله الفنية.
حصل على وسام الاستحقاق السوري من الدرجة الأولى عام 1976م. ومنحه الرئيس اللبناني إميل لحود وسام الاستحقاق اللبناني في حفل أقيم في الجامعة الأمريكية في بيروت عام 2000م. كما اختِير كممثل لليونيسف في سوريا لشؤون الأطفال عام 1997م. وأصبح سفير اليونيسف للطفولة في الشرق الأوسط وشمال إفريقيا من عام 1999م إلى عام 2004م. حصل أيضا على جائزة الأداء المتميز عن برنامجه "هلّ الهلال" من المهرجان العربي للإذاعة والتلفزيون وعلى جائزة أدونيا للدراما السوريّة لمسيرته الفنية.

## حياته

### طفولته وتعليمه
ولد لحام في سوريا عام 1934 لأب سوري وأم لبنانية من مشغرة. نشأ في فقر واضطر للعمل في عدة وظائف غريبة لكسب لقمة العيش. يتذكر لاحقًا تلك الأيام الصعبة، قائلاً إنه كان يشتري الملابس المستعملة، المخصصة للفقراء في سوريا، وبالكاد كان يكسب ما يكفي من المال لإطعام نفسه.
التحق بجامعة دمشق ودرس الكيمياء وحصل على إجازة في العلوم الكيميائية من جامعة دمشق عام 1958، كما يحمل شهادة الدبلوم في التربية، وخلال سنوات دراسته الجامعية، كان نشطًا في شكل من أشكال الرقص الشعبي الشامي يسمى "الدبكة" وأصبح مهووسًا بالتمثيل. عندما أكمل تعليمه، عمل مدرساً في بلدة صلخد جنوب سوريا حتى 1959، وكان يحاضر في جامعة دمشق قبيل انتقاله إلى عالم التمثيل في (التلفزيون).
أصبح لحام مدرسًا في قسم الكيمياء في الجامعة. في غضون ذلك، أعطى لحام دروسًا في الرقص وعزز علاقته بالمجتمع الفني في سوريا. عندما تم إطلاق التلفزيون في سوريا عام 1960، عين لحام مع صديقه نهاد قلعي بدعوة من الدكتور صباح قباني مدير التلفزيون السوري آنذاك لتمثيل سلسلة من الحلقات القصيرة تسمى "سهرة دمشق".ثم اتجه إلى التمثيل المسرحي فالتلفزيوني.
في السبعينيات، اكتسب لحام شهرة واسعة لأدواره في المسرحيات السياسية، التي انتقدت المشهد الاجتماعي والسياسي في جميع أنحاء العالم العربي.

### غوار الطوشة
غوار الطوشة هو الاسم الذي اقتبسه دريد لحام من أحد الأشخاص الذي كان يعرفهم، فقد كان اسمه غوار فأعجب دريد هذا الاسم فاختاره وزاد عليه الطوشة ليكون اللقب المثالي لجميع ما كان يقوم به غوار في أعماله. والحق يقال فغوار كان أكثر من مجرد لقب يطلق على شخصية معينة لفترة وجيزة، بل كان غوار هو الشخص الذي يرمز إلى الشخص السوري العادي الذي كان يكافح من أجل لقمة عيشه ويتحدث عما يصادفه من مشاكل في حياته كلها، لكن غواراً هذا لم يكن لقمةً سائغة بل كان أيضاً شخصية ساخرة ومتصرفة. وقد برز غوار بوجه الخصوص في التمثيليات ثم قفز إلى منصة المسرح.
عرف عنه في الماضي بأنه يكتب ويخرج ويمثل أفلامه وينقد ما هو خطأ في المجتمع العربي ويبصر المشاهد بمآسي الإنسان البسيط، حيث كان غوار يجمع في سياق حديثه المصائب الشخصية للمواطن والمآسي التي يشعر بها العربي في كل بقعة من أرجاء المعمورة.

## سفير النوايا الحسنة لليونيسف
عُيِّن لحام سفيرًا للنوايا الحسنة لليونيسف في منطقة الشرق الأوسط وشمال إفريقيا في عام 1999. وفي عام 2004، زار مناطق جنوب لبنان التي تحررت من الاحتلال الإسرائيلي. وفي مؤتمر صحفي، ألقى خطابًا انتقد فيه جورج دبليو بوش وأرييل شارون، وقارنهما بهتلر. وقد تسبب هذا الخطاب في احتجاج تل أبيب على "اللغة غير الدبلوماسية" التي استخدمها لحام، مما دفع اليونيسف إلى إعفائه من مهامه.

## موقفه من الأزمة السورية
أعلن لحام أنه مع الدولة ممثلة في نظام الأسد.

## حياته الخاصة
ولد لأب سوري وأم لبنانية من بلدة مشغرة في قضاء البقاع الغربي، تزوج من هالة بيطار وله ثلاثة أبناء وسبعة أحفاد.

## مناصب شغلها
- في عام 1969 شغل منصب أول مدير لمهرجان دمشق للفنون المسرحية.
- في عام 1997 عيّن سفير النوايا الحسنة لليونيسيف في سوريا.
- مديراً لمهرجان الأغنية السورية لعدة دورات.
- اختير عام 1999 سفيراً للنوايا الحسنة لمنظمة اليونيسيف في الشرق الأوسط وشمال أفريقيا.[9]

في عام 2004 اتجه إلى الخرطوم بصفته سفير النوايا الحسنة وذلك لتدشين مشروع متطوعي لإزالة الألغام في جنوب السودان الذي ينظمه اتحاد طلاب ولاية الخرطوم بالتنسيق مع وزارة الشؤون الإنسانية في السودان. (استقال من منصبه لاحقا بسبب الحرب على لبنان 2006)

## أعماله الفنية

### المسلسلات
| سنة الإنتاج | المسلسل                                        | الشخصية             | بمشاركة                                                                                   |
| ----------- | ---------------------------------------------- | ------------------- | ----------------------------------------------------------------------------------------- |
| 1960        | الإجازة السعيدة                                | كارلوس              | نهاد قلعي، محمود جبر                                                                      |
| 1963        | فقاقيع                                         | غوار                | نهاد قلعي، رفيق السبيعي، طلحت حمدي، ملك سكر                                               |
| 1968        | مقالب غوار                                     | غوار الطوشة         | نهاد قلعي، رفيق السبيعي، عبد اللطيف فتحي، زياد مولوي                                      |
| 1968        | حمام الهنا                                     | غوار الطوشة         | نهاد قلعي، رفيق السبيعي، هالة شوكت، زياد مولوي                                            |
| 1972        | صح النوم                                       | غوار الطوشة         | نهاد قلعي، ناجي جبر، ياسين بقوش، نجاح حفيظ                                                |
| 1973        | ملح وسكر                                       | غوار الطوشة         | نهاد قلعي، ناجي جبر، ياسين بقوش، نجاح حفيظ                                                |
| 1979        | وين الغلط                                      | غوار الطوشة         | ناجي جبر، ياسين بقوش، سامية الجزائري، عمر حجو، صباح الجزائري                              |
| 1982        | وادي المسك                                     | غوار الطوشة         | منى واصف، رفيق السبيعي، ناجي جبر، ياسين بقوش، أميمة الطاهر، عمر حجو                       |
| 1992        | الدغري                                         | إبراهيم بيك الدغري  | جيانا عيد، عباس النوري، أيمن زيدان، جمال سليمان، عمر حجو                                  |
| 1996        | أحلام أبو الهنا                                | أبو الهنا توكلنا    | سامية الجزائري، فارس الحلو، عصام عبه جي، إيمان الغوري                                     |
| 1998        | عودة غوار: الأصدقاء                            | غوار الطوشة         | ناجي جبر، حسام بيك، عصام عبه جي، حسن دكاك، أحمد رافع، ميلاد يوسف، سوسن ميخائيل            |
| 2000        | عائلتي وأنا                                    | مطيع بيك            | سلمى المصري، ليلى جبر، علي كريم، جيما دريوسي، قصي خولي                                    |
| 2002        | الفصول الأربعة 2 حلقة بعنوان «بنت وصبي»        | شخصيته الحقيقية     | خالد تاجا، نبيلة النابلسي، جمال سليمان، بسام كوسا، سلمى المصري، مها المصري، ليلى جبر      |
| 2006        | أيام الولدنة                                   | مسؤول               | خالد تاجا، باسم ياخور، اندريه سكاف، عبد المنعم عمايري، كاريس بشار، شكران مرتجى            |
| 2011        | الخربة                                         | بو نمر بوقعقور      | رشيد عساف، باسم ياخور، ضحى الدبس، شكران مرتجى، محمد خير الجراح                            |
| 2013        | سنعود بعد قليل                                 | نجيب (أبو سامي)     | عابد فهد، قصي خولي، باسل خياط، رافي وهبي، نادين الراسي، سلافة معمار، كندة علوش            |
| 2014        | ضبو الشناتي حلقة بعنوان «بين المطرقة والسندان» | أبو يوسف وأبو درويش | بسام كوسا، ضحى الدبس، أيمن رضا، أمل عرفة                                                  |
| 2014        | بواب الريح                                     | يوسف آغا            | غسان مسعود، مصطفى الخاني، معن عبد الحق، ضحى الدبس، سليم صبري، إمارات رزق                  |
| 2019        | ناس من ورق ضيف شرف لحلقة واحدة.                | أبو خالد            | سلمى المصري، فايز قزق، أمانة والي، جمال العلي، معن عبد الحق، عاصم حواط                    |
| 2020        | شارع شيكاغو ضيف شرف لحلقة واحدة.               | نعمان               | عباس النوري، سلاف فواخرجي، مهيار خضور، أمل عرفة، شكران مرتجى، فايز قزق، وائل رمضان        |
| 2022        | على قيد الحب                                   | أمين                | سلوم حداد، صباح الجزائري، نادين خوري، مهيار خضور، جرجس جبارة، أسامة الروماني، وفاء موصللي |

### المسرحيات
| سنة الإنتاج | المسرحية         | الشخصية     | بمشاركة                                                                        |
| ----------- | ---------------- | ----------- | ------------------------------------------------------------------------------ |
|             | مساعد المختار    | غوار الطوشة | نهاد قلعي، رفيق السبيعي                                                        |
| 1964        | عقد اللولو       | غوار الطوشة | نهاد قلعي، رفيق السبيعي                                                        |
| 1967        | مسرح الشوك       | غوار الطوشة | نهاد قلعي، رفيق السبيعي، ناجي جبر، ياسين بقوش، عدنان بركات                     |
| 1974        | قضية وحرامية     | غوار الطوشة | نهاد قلعي، إلياس رزق، نادية حمدي                                               |
| 1974        | ضيعة تشرين       | غوار الطوشة | نهاد قلعي، عمر حجو، ياسر العظمة، فاديا خطاب، صباح الجزائري، ملك سكر            |
| 1976        | غربة             | غوار الطوشة | نهاد قلعي، ياسر العظمة، سامية الجزائري، عمر حجو، صباح الجزائري، حسام تحسين بيك |
| 1979        | كاسك يا وطن      | غوار الطوشة | هالة شوكت، عمر حجو، صباح الجزائري، شاكر بريخان، حسام تحسين بيك                 |
| 1987        | شقائق النعمان    | غوار الطوشة | سلمى المصري، عمر حجو، شاكر بريخان، حسام تحسين بيك                              |
| 1992        | صانع المطر       | غوار الطوشة | حسام تحسين بيك، هيفاء واصف، أحمد رافع، أيمن بهنسي، حسن دكاك                    |
| 1992        | العصفورة السعيدة | رئيس الشرطة | حسن دكاك، هيفاء واصف، حسام تحسين بيك، أيمن بهنسي، أحمد رافع                    |
| 2011        | السقوط           |             | ياسين بقوش، عمر حجو، حسام بيك، أحمد رافع، أحمد الأحمد                          |

### الأفلام
| سنة الإنتاج | الفيلم             | الشخصية           | بمشاركة                                                                                  |
| ----------- | ------------------ | ----------------- | ---------------------------------------------------------------------------------------- |
| 1964        | عقد اللولو         | غوار الطوشة       | صباح، فهد بلان، نهاد قلعي، صبري عياد، ملك سكر                                            |
| 1965        | لقاء في تدمر       | نبيل              | نهاد قلعي، هالة شوكت، صبري عياد                                                          |
| 1965        | الشريدان           | غوار الطوشة       | نهاد قلعي، سمير شمص، نادية جمال                                                          |
| 1966        | غرام في إسطنبول    | غوار الطوشة       | نهاد قلعي، سمورة، جيزيل نصر                                                              |
| 1966        | المليونيرة         | زيتون أبو الذهب   | صباح، نهاد قلعي، منير معاصري، هالة شوكت                                                  |
| 1966        | أنا عنتر           | عنتر بن حداد      | نهاد قلعي، رندة، وداد جبور                                                               |
| 1968        | الصعاليك           | مسعد بيك          | نهاد قلعي، سلوى سعيد، نادية حمدي، صبري عياد، صباح فخري                                   |
| 1968        | فندق الأحلام       | غوار الطوشة       | نهاد قلعي، فريال كريم، عمر ذو الفقار، علي دياب                                           |
| 1968        | النصابين الثلاثة   | غوار الطوشة       | فريد شوقي، نهاد قلعي، نبيلة عبيد، طروب، رفيق السبيعي، سليم حانا، وداد جبور               |
| 1969        | خياط للسيدات       | الرسام رشدي       | شادية، نهاد قلعي، محمود جبر، محمد العقاد، سليم صبري، زياد مولوي، نجاح حفيظ               |
| 1970        | اللص الظريف        | عصفور             | نهاد قلعي، نيللي، هالة شوكت، منى واصف، هاني الروماني، سليم حانا، نجاح حفيظ               |
| 1970        | الصديقان           | غوار الطوشة       | نجلاء فتحي، نهاد قلعي، نجوى فؤاد، رفيق السبيعي، منى واصف، سمير غانم، عدلي كاسب           |
| 1970        | الرجل المناسب      | شحرور             | نادية لطفي، كمال الشناوي، نهاد قلعي، زوزو شكيب، حسين إسماعيل                             |
| 1971        | واحد + واحد        | غوار الطوشة       | نهاد قلعي، سهير المرشدي، محمد العقاد، عبد الرحمن آل رشي                                  |
| 1971        | رمال من ذهب        | سويلم             | فاتن حمامة، نهاد قلعي                                                                    |
| 1971        | امرأة تسكن وحدها   | غوار الطوشة       | نهاد قلعي، إغراء، آمال رمزي، منى واصف، نبيلة النابلسي، نجاح حفيظ                         |
| 1971        | الثعلب             | غوار الطوشة       | نهاد قلعي، نوال أبو الفتوح، هالة شوكت، ياسين بقوش، نجاح حفيظ، عمر حجو                    |
| 1972        | مقلب من المكسيك    | الخال دريد        | نهاد قلعي، هالة شوكت، منى واصف، ناهد يسري                                                |
| 1973        | لاعب الكرة         | غوار الطوشة       | نهاد قلعي، طروب، فريد شوقي                                                               |
| 1973        | مسك وعنبر          | مسك               | نهاد قلعي، أحمد رمزي، ناهد شريف، نبيلة عبيد، فريال كريم، نادية جمال                      |
| 1973        | زوجتي من الهيبز    | غوار الطوشة       | نهاد قلعي، هويدا، الياس رزق، هالة شوكت، لينا باتع                                        |
| 1974        | غوار جيمس بوند     | غوار الطوشة       | نهاد قلعي، نبيلة النابلسي، ناجي جبر، ياسين بقوش، نجاح حفيظ، صباح الجزائري                |
| 1975        | عندما تغيب الزوجات | غوار الطوشة       | نهاد قلعي، إيمان، عبد اللطيف فتحي، نجاح حفيظ                                             |
| 1975        | العندليب           | غوار الطوشة       | نهاد قلعي، نبيلة النابلسي، ناجي جبر، ياسين بقوش، نجاح حفيظ، صباح الجزائري                |
| 1975        | المزيفون           | غوار الطوشة       | نهاد قلعي، طروب، ياسين بقوش، صباح الجزائري، عمر حجو، شاكر بريخان                         |
| 1975        | صح النوم           | غوار الطوشة       | نهاد قلعي، عبد اللطيف فتحي، نجاح حفيظ، ناجي جبر، ياسين بقوش، سامية الجزائري، محمد العقاد |
| 1978        | سمك بلا حسك        | غوار الطوشة       | وليد توفيق، سامية الجزائري، صباح الجزائري                                                |
| 1982        | إمبراطورية غوار    | غوار الطوشة       | ناجي جبر، هاني الروماني، محمد العقاد، عبد الهادي الصباغ، عمر حجو                         |
| 1984        | الحدود             | عبد الودود التايه | رغدة، هاني الروماني، عمر حجو، رشيد عساف، هاني السعدي، أحمد حداد، محمد العقاد             |
| 1986        | التقرير            | عزمي بيك          | منى واصف، رغدة، كريستين شويري، عمر حجو، عباس النوري، محمد الشيخ نجيب                     |
| 1990        | كفرون              | ودود              | سامية الجزائري، مادلين طبر، عمر حجو، حسام بيك، حسن دكاك، أحمد رافع                       |
| 2006        | الآباء الصغار      | ودود              | سلمى المصري، حنان ترك                                                                    |
| 2009        | سيلينا             | الشحاد            | ميريام فارس، حسام بيك، أيمن رضا، باسل خياط، نضال سيجري                                   |
| 2018        | دمشق... حلب        | عيسى عبد الله     | صباح الجزائري، سلمى المصري، كندة حنا، شكران مرتجى، عبد المنعم عمايري، علاء قاسم          |
| 2023        | الحكيم             | الحكيم            | صباح الجزائري                                                                            |
| 2024        | يومين              | غيث               | أسامة الروماني، محسن غازي، رنا شميس                                                      |

### التأليف والإخراج

#### التأليف
- 1964: فيلم عقد اللولو - القصة.
- 1966: فيلم أنا عنتر - سيناريو وحوار.
- 1974: مسرحية ضيعة تشرين - تأليف.
- 1975: فيلم المزيفون - سيناريو وحوار.
- 1975: فيلم صح النوم - قصة وسيناريو وحوار.
- 1976: مسرحية غربة - تأليف.
- 1978: فيلم سمك بلا حسك - قصة وسيناريو وحوار.
- 1979: مسلسل وين الغلط - تأليف.
- 1979: مسرحية كاسك يا وطن - تأليف.
- 1982: مسلسل وادي المسك - تأليف.
- 1984: فيلم الحدود - قصة وسيناريو وحوار.
- 1990: فيلم كفرون - القصة.
- 1992: مسرحية صانع المطر - تأليف.
- 1998: مسلسل عودة غوار: الأصدقاء - تأليف.
- 2006: فيلم الآباء الصغار - قصة وسيناريو وحوار.
- 2024: فيلم يومين - القصة.[12]

#### الإخراج
- 1965: فيلم لقاء في تدمر - مساعد مخرج أول.
- 1974: مسرحية ضيعة تشرين - مخرج مسرحي.
- 1976: مسرحية غربة - مخرج مسرحي.
- 1979: مسلسل وين الغلط - مخرج.
- 1979: مسرحية كاسك يا وطن - مخرج مسرحي.
- 1984: فيلم الحدود - مخرج.
- 1986: فيلم التقرير - مخرج.
- 1987: مسرحية شقائق النعمان - مخرج مسرحي.
- 1990: فيلم كفرون - مخرج.
- 1992: مسرحية صانع المطر - مخرج مسرحي.
- 1998: مسلسل عودة غوار: الأصدقاء - مخرج.
- 2006: فيلم الآباء الصغار - مخرج.

### المسلسلات الإذاعية
- مسلسل (عبد الودود عبر الحدود) 2001 لاذاعة صوت العرب (القاهرة)، تاليف وإخراج أحمد فتح الله وهو استكمال لاحداث فيلم الحدود=== الأغاني والاسكتشات ===

قدم دريد لحام عدداً من الأغاني والاسكتشات والمونولجات خلال مسيرته سواءً بصوته أو من تأليفه ومنها:
- فطّوم فطوم فطومة
- كل سنه وانتو سالمين
- سلامات
- اسكتش عيد الكذب
- الراية السودا
- بكتب اسمك يا بلادي
- ميلي عليّا ميلي (غناء ذياب مشهور في فيلم صح النوم)
- دزني (غناء دريد عواضة في صح النوم)
- جينا وجينا (غناء ناجي جبر في وادي المسك)
- الأسمر اللون
- كرم الغوالي
- عيد الكذب
- واشرح لها
- مقطع طير الوروار
- طيمشه منيمشه
- اسكتش الشاطر غوّار
- ماني (Money).
- اسكتش حروف الجرّ
- يامو يا ست الحبايب
- البندا (لك وينو)
- لو لو لو
- يا صبحه (غناء موفق بهجت في ملح وسكر)
- تك تك تك (غناء طروب في ملح وسكر)
- طيرت العصفور (غناء طروب في ملح وسكر)
- أنا هويتك (غناء فهد بلان في ملح وسكر)
- ع المايه (غناء ذياب مشهور في ملح وسكر)
- أبو رديّن (غناء ذياب مشهور في ملح وسكر)
- يا أولادي
- يا بهيه
- اسبرانسه
- كارول
- يا نايم قوم
- شكوكيه
- هلهوله
- فاطيمه فاطمه
- يا رب
- ناطرين المطر
- لعيون عيونك يا بلد
- عيني- فيلكم
- يامو ليكي
- حوح يا ناره
- بان الحق
- هبي يا ريح
- يا شوفير
- زينوا المرجه
- اسكتش الأفعال
- خبطة قدمكن
- طولي يا ليلى
- حاول يا غوار
- عيد الملك
- زجل فني
- هبيين
- دراويش
- ليله مبارح
- أوبريت الإنسان الأول + قيس وليلى مع النجمة الكويتية سعاد عبد الله (سهرة تلفزيونية بمناسب إطلاق بث العربسات)
- يا بو رديّن (ذياب مشهور والمجموعة)

### تقديم البرامج
- على مسؤليتي - على قناة MBC.
- عالم دريد - على قناة MBC.
- دريد هذا المساء - على قناة MBC.[13]
- نورتو - على قناة المنار 2007
- رمضانيات دريد - على قناة الشبابية الليبية 2008.[14][15]
- مع دريد - على تلفزيون الشارقة 2009.[16][17]

## أوسمة وجوائز
نال العديد من الأوسمة والجوائز وشهادات التقدير من الجاليات العربية في العالم والبلاد العربية.
- وسام الكوكب الأردني عام 1956.
- وسام الاستحقاق السوري من الدرجة الأولى عام 1976.
- وسام الاستحقاق الثقافي التونسي عام 1979.
- وسام الوشاح الأخضر - ليبيا عام 1991.
- وسام الأرز اللبناني من رتبة فارس عام 1999.
- درع هيئة قصور الثقافة بمصر عام 2006، تقديراً لدوره في مساندة قضايا الأطفال من خلال أعماله السينمائية والتي توجها بفيلم الآباء الصغار.[19]
- وسام الاستحقاق السوري من الدرجة الممتازة عام 2007.
- درع مهرجان القاهرة للإعلام العربي - مصر عام 2008، في دورته الرابعة عشرة تقديراً لمسيرته الفنية.[20]
- دكتـوراه فخـرية من الجامعة الأميركية في بيروت عام 2010.
- شهادة تقدير من حاكم مدينة لوس أنجلوس.
- شهادة تقدير من اللجنة العربية الأمريكية لمكافحة التمييز.
- شهادة تقدير من جمعية الصحفيين العرب الأمريكيين.
- شهادات تقدير من بلديات ديترويت، سان لوران، سيدني).
- تكريم من مهرجان روتردام للفيلم العربي عن مسيرته الفنية.[21]

## وصلات خارجية
- دريد لحام على موقع IMDb (الإنجليزية)
- دريد لحام على موقع قاعدة بيانات الأفلام العربية
- دريد لحام على موقع ديسكوغز (الإنجليزية)
- دريد لحام على موقع قاعدة بيانات الفيلم (الإنجليزية)